# HK Torpedo-Gorkij
 "Torpedo-Gorkij" omdirigeres hertil. Denne artikel omhandler VHL-holdet dannet i 2024. For ishockeyholdet, der tidligere spillede under navnet Torpedo Gorkij, se Torpedo Nizjnij Novgorod.
Torpedo-Gorkij (russisk: Торпедо-Горький) er en professionel russisk ishockeyklub fra Nizjnij Novgorod, som har hjemmebane i KRK Nagornyj.
Klubben blev grundlagt i 2019 som ny farmerklub for KHL-holdet Torpedo Nizjnij Novgorod, og trænerteamet blev præsenteret med ejeren af Kharlamov Cup, Vjatjeslav Ryanov, som cheftræner med Igor Znarok, Mikhail Sjukajev og Gennadij Nuzjdin som assistenter. Klubben blev optaget i Ruslands næstbedste række, VHL, hvor debuterede i sæsonen 2019-20. I debutsæsonen endte klubben på sjettepladsen i ligaens Division B, hvilket ikke rakte til en slutspilsplads. Den 14. august 2020 meddelte klubben, at moderklubben, Torpedo Nizjnij Novgorod, havde suspenderet aktiviteterne i farmerklubben på grund af situationen forårsaget af COVID-19-pandemien, og derfor kom Torpedo-Gorkij ikke til start i VHL 2020-21.
Klubben lå i dvale, indtil Torpedo Nizjnij Novgorod den 18. maj 2024 offentliggjorde, at Torpedo-Gorkij var blevet genoptaget i VHL til sæsonen 2024-25 som ny farmerklub for moderklubben. I sin første sæson i VHL efter relanceringen endte klubben på 7.-pladsen i grundspillet, hvorefter den i slutspillet gik hele vejen og vandt mesterskabet efter finalesejr på 4-2 i kampe over Khimik Voskresensk. Torpedo-Gorkij havde kvalificeret sig til slutspillet med en placering som nr. 7 i grundspillet, og i slutspillet besejrede mandskabet i første runde HK Zvezda med 4-3 i kampe. I anden runde blev det til en klar sejr på 4-0 i kampe over HK Tjelmet, mens Torpedo i semifinalen mod Dinamo Sankt Petersborg igen måtte ud i de maksimale syv kampe, inden finalepladsen var sikret. Som belønning for mesterskabet blev Torpedo-Gorkijs cheftræner, Aleksej Isakov, forfremmet til cheftræner i moderklubben, Torpedo Nizjnij Novgorod, hvor trænersædet havde stået ledigt, siden Igor Larionov den 4. april 2025 var stoppet på posten.

## Historie
Tekst mangler, hjælp os med at skrive teksten

## Sæsoner

### VHL(2019-20, 2024-)
| VHL     | VHL        | VHL       | VHL       | VHL       | VHL       | VHL       | VHL       | VHL       | VHL       | VHL                                     |
| Sæson   | Grundspil  | Grundspil | Grundspil | Grundspil | Grundspil | Grundspil | Grundspil | Grundspil | Grundspil | Slutspil                                |
| Sæson   | Division   | Plac.     | K         | V         | Vo        | To        | T         | Målscore  | Point     | Slutspil                                |
| ------- | ---------- | --------- | --------- | --------- | --------- | --------- | --------- | --------- | --------- | --------------------------------------- |
| 2019-20 | Division B | 6/9       | 54        | 10        | 12        | 6         | 26        | 199-131   | 50        | Ikke kvalificeret                       |
| 2024-25 | -          | 7/33      | 64        | 28        | 9         | 10        | 17        | 195-170   | 84        | Mester (Khimik Voskresensk 4-2 i kampe) |

## Trænere
Tekst mangler, hjælp os med at skrive teksten